# Ben Asai
Schim'on ben Asai, meist nur Ben Asai genannt (hebr. בן עזאי bzw. בן עזיי, Namensvarianten: Simon Ben Asaj, Simeon ben Asai, Ben Asa'i usw. – Abkürzung aus Asarja), war ein jüdischer Gelehrter des Altertums und gehörte zur jüngeren Gruppe der sogenannten zweiten Generation der Tannaiten (zweites nachchristliches Jahrhundert).
Trotz größter Gelehrsamkeit wurde er nicht ordiniert und blieb Talmid, hinsichtlich der Gelehrsamkeit aber als leuchtendes Musterbeispiel herausgestellt (bKidd. 49b). Er stand in naher Beziehung zu den Leitern der Gelehrtenschule von Jabne. Er schloss den Bibelkanon mit Aufnahme von Schir ha-Schirim und Kohelet.
Ben Asai war Schüler des Jehoschua ben Chananja, tradierte auch in dessen Namen gegen Rabbi Akiba (Jeb. 4,13, Joma 2,3), als dessen Schüler und Freund er sich ansonsten sah – war er doch auch mit Akiba’s Tochter verlobt. Er widmete sich aber bald ausschließlich dem Torastudium, ohne je zu heiraten. Als einziger bekannter Talmudlehrer blieb er somit unverheiratet, was ihm wiederum Kritik einbrachte (b. Jebamoth 63b).
Ben Asai studierte mit solchem Fleiß und Ausdauer, dass es, als er starb, hieß: „Mit dem Tode Ben Asais hörte die Beharrlichkeit im Studium auf“ (Sota 9,15). Er wird als Sinnbild der Frömmigkeit geschildert und zählte zu den scharfsinnigsten Gelehrten. Er beschäftigte sich auch mit mystischen Fragestellungen („hat den Pardess betreten“), was ihm einen vorzeitigen Tod bereitet haben soll (bChag. 14 b, 15 b): Er gehörte zu den Zehn Märtyrern (Echa Rabbati II, 2). Sein Ruhm stieg später so hoch, dass sowohl Jochanan bar Nappacha, der größte Amoräer Palästinas, als auch Raw, der größte Amoräer Babyloniens, um ihre Lehrautorität zu untermauern, ausgerufen haben sollen: „Hier bin ich Ben Asai!“ (jBikk. II, 65a; bPea VI, 19c).
Ben Asai hielt am überlieferten Judentum fest und argumentierte gegen das von Paulus propagierte Christentum (Echa R. I, 1).
In Aboth sind von ihm folgende Aussprüche überliefert (IV, 2–3):
"Sei eilend zum leichtesten Gebot und fliehe vor jeder Sünde, denn ein Gebot zieht das andere nach sich, und eine Sünde zieht die andere nach sich; denn der Lohn eines Gebotes ist ein Gebot, und der Lohn einer Sünde ist eine Sünde ...
Verachte keinen Menschen, und halte keine Sache für zu fern liegend, denn es gibt keinen Menschen, der nicht eine Stunde, und es gibt keine Sache, die nicht einen Ort hat."